# Tolani Lake
Tolani Lake es un lugar designado por el censo ubicado en el condado de Coconino en el estado estadounidense de Arizona. En el Censo de 2010 tenía una población de 280 habitantes y una densidad poblacional de 253,18 personas por km².

## Geografía
Tolani Lake se encuentra ubicado en las coordenadas 35°25′51″N 110°50′35″O / 35.43083, -110.84306. Según la Oficina del Censo de los Estados Unidos, Tolani Lake tiene una superficie total de 1.11 km², de la cual 1.11 km² corresponden a tierra firme y (0%) 0 km² es agua.

## Demografía
Según el censo de 2010, había 280 personas residiendo en Tolani Lake. La densidad de población era de 253,18 hab./km². De los 280 habitantes, Tolani Lake estaba compuesto por el 0.71% blancos, el 0% eran afroamericanos, el 98.93% eran amerindios, el 0% eran asiáticos, el 0% eran isleños del Pacífico, el 0% eran de otras razas y el 0.36% pertenecían a dos o más razas. Del total de la población el 2.5% eran hispanos o latinos de cualquier raza.